# 井上出版企画
井上出版企画（いのうえしゅっぱんきかく）は、日本の出版社。詩人・井上優（本名・井上雄）が温泉地である群馬県みなかみ町に2016年4月27日に設立した。
出版物は詩集・絵本を中心に教育書も刊行している。

## 所在地
- 本社：群馬県利根郡みなかみ町石倉198-10-2-322

## 沿革
- 2016年4月27日 - 設立
- 2017年4月 - 『生まれ来る季節のために』Amazon.co.jp現代詩部門1位になる
- 2020年
  - 4月30日 - 社会派絵本『〜こども食堂便り〜こどものなみだ』』出版 れいわ新選組 山本太郎推薦
  - 6月5日 - 『こどものなみだ』がhonto14位になる
- 2022年 - 写真詩集『パラダイムシフト』出版

## 主な刊行物
- 詩集 『生まれ来る季節のために』
  - 著：井上優（いのうえ・ゆう）
- 詩集 『蛍』
  - 著： 太田 康成
- 詩集 『季節の手のひら』
  - 著： 井上優
- 写真詩集 『パラダイムシフト』
  - 写真：井上澄人 詩：井上優
- 絵本 『おなかをすかせたフライパン』
  - 文：井上優 絵：Lilia
- 絵本 『眠りの子犬』
  - 文：井上優 絵：Kaiware
- 絵本 『涙を集める天使』
  - 文：井上優 絵：宗像裕作
- 絵本 『ウサギしんぶん』
  - 文：井上優 絵：TAKUMA（田中拓馬）
- 社会派絵本 『〜こども食堂便り〜こどものなみだ』
  - 文：山川貢 絵：山花美游 監修：井上優